# 가네노촌
가네노촌(金野村)은 이시카와현 노미군에 존재했던 촌이다.

## 지리
- 현재 고마쓰시 중부에 위치한 다다강과 고타니강이 합류하는 지점에 위치한다.
- 다다강 양안의 계곡 바닥 평야에서는 논과 같은 경작지를 볼 수 있으며, 제다도 이루어졌다. 지하자원도 구리, 도토, 석재 등 풍부했다.

## 역사
- 1889년 4월 1일 - 정촌제 시행에 의해 6촌의 구역을 가지고 가네노촌이 성립하였다.
- 1956년 9월 30일 - 고마쓰시에 편입되었다.

## 교통

### 철도
- 오고야 철도